# Фране Чиряк
Фране Чиряк (на хърватски: Frane Čirjak) е хърватски футболист, който играе на поста централен полузащитник. Състезател на Сараево.

## Кариера
На 17 март 2022 г. Чиряк е обявен за ново попълнение на Локомотив (София). Дебютира на 19 март при загубата с 1:0 като гост на Левски (София).

## Успехи
Зрински
- Висша лига на Босна и Херцеговина (1): 2017/18